# Peskiselkä
Peskiselkä är en kulle i Finland.   Den ligger i den ekonomiska regionen  Östra Lapplands ekonomiska region  och landskapet Lappland, i den norra delen av landet, 900 km norr om huvudstaden Helsingfors. Toppen på Peskiselkä är 363 meter över havet.
Terrängen runt Peskiselkä är huvudsakligen platt, men norrut är den kuperad.  Trakten runt Peskiselkä är nära nog obefolkad, med mindre än två invånare per kvadratkilometer. Det finns inga samhällen i närheten. 